# Diamantzalm
De diamantzalm (Moenkhausia pittieri) is een straalvinnige vissensoort uit de familie van de karperzalmen (Characidae). De wetenschappelijke naam van de soort is voor het eerst geldig gepubliceerd in 1920 door Eigenmann.

## Kenmerken
Deze vissen hebben een grijs-witte huid met daarop 'diamantjes'. Het aantal diamantjes is leeftijdgebonden, want hoe ouder de vissen worden, hoe meer diamanten ze krijgen. De mannetjes hebben op latere leeftijd (veel) langere vinnen dan de vrouwtjes. De maximale lengte bedraagt 6 cm.

## Verspreiding en leefgebied
Deze soort komt voor in Zuid-Amerika, met name in Venezuela.